# Tugimaantee 64
De Tugimaantee 64 is een secundaire weg in Estland. De weg loopt van Võru naar Põlva en is 24,7 kilometer lang. 